# Поклонение волхвов (картина Веронезе)
«Поклонение волхвов» (итал. Adorazione dei Magi) — картина венецианского художника Паоло Веронезе из собрания Государственного Эрмитажа.
Картина иллюстрирует новозаветный эпизод «Поклонение волхвов», связанный с Рождеством и описанный в Евангелии от Матфея (2: 1—12). В ночь рождения Христа в небе зажглась яркая звезда. Появление нового светила было истолковано как знак рождения нового иудейского царя. Ведомые звездой волхвы (восточные мудрецы) прибыли в Вифлеем на поклон к Младенцу: «И вошедши в дом, увидели Младенца с Мариею, Матерью Его, и падши поклонились Ему; и, открывши сокровища свои, принесли Ему дары: золото, ладан и смирну». Т. К. Кустодиева считает, что в виде св. Иосифа художник изобразил себя.
Картина имеет размеры 45 × 34,5 см и первоначально была написана на доске, но впоследствии переведена на медный лист. Слева внизу красной краской написаны цифры «524.» — под этим номером картина фигурирует в рукописном каталоге Эрмитажа 1797 года. Датой создания картины считаются 1570-е годы.
Ранняя история картины неизвестна. В XVII веке она принадлежала маршалу дю Плесси-Пралену, далее находилась в собрании шевалье Ависа и после его смерти была приобретена П.-В. Бертеном. Далее была в собственности М. де Ванлоо, от которого перешла в собрание Кроза. В 1772 году была выкуплена вместе с большей частью собрания Кроза императрицей Екатериной II для Эрмитажа.
Картина традиционно считается собственноручной работой Паоло Веронезе, однако высказывались гипотезы, что к работе над ней художник привлекал учеников. Также предполагается, что картина является эскизом к большому холсту на этот же сюжет из венецианской церкви Сан-Николо-делла-Латтуга, размещённого там на потолке в качестве плафона — обе работы близки по типажу персонажей и общей композиции. Однако Т. Д. Фомичёва не согласна с этим предположением; она считает, что по степени законченности и подробной детальной проработке картина не может быть эскизом и является законченным самостоятельным произведением. В свою очередь, она высказывает мнение, что эрмитажная картина могла послужить в качестве первоосновы для увеличенного повторения из Венеции. Мнение Фомичёвой поддержала и Т. К. Кустодиева.

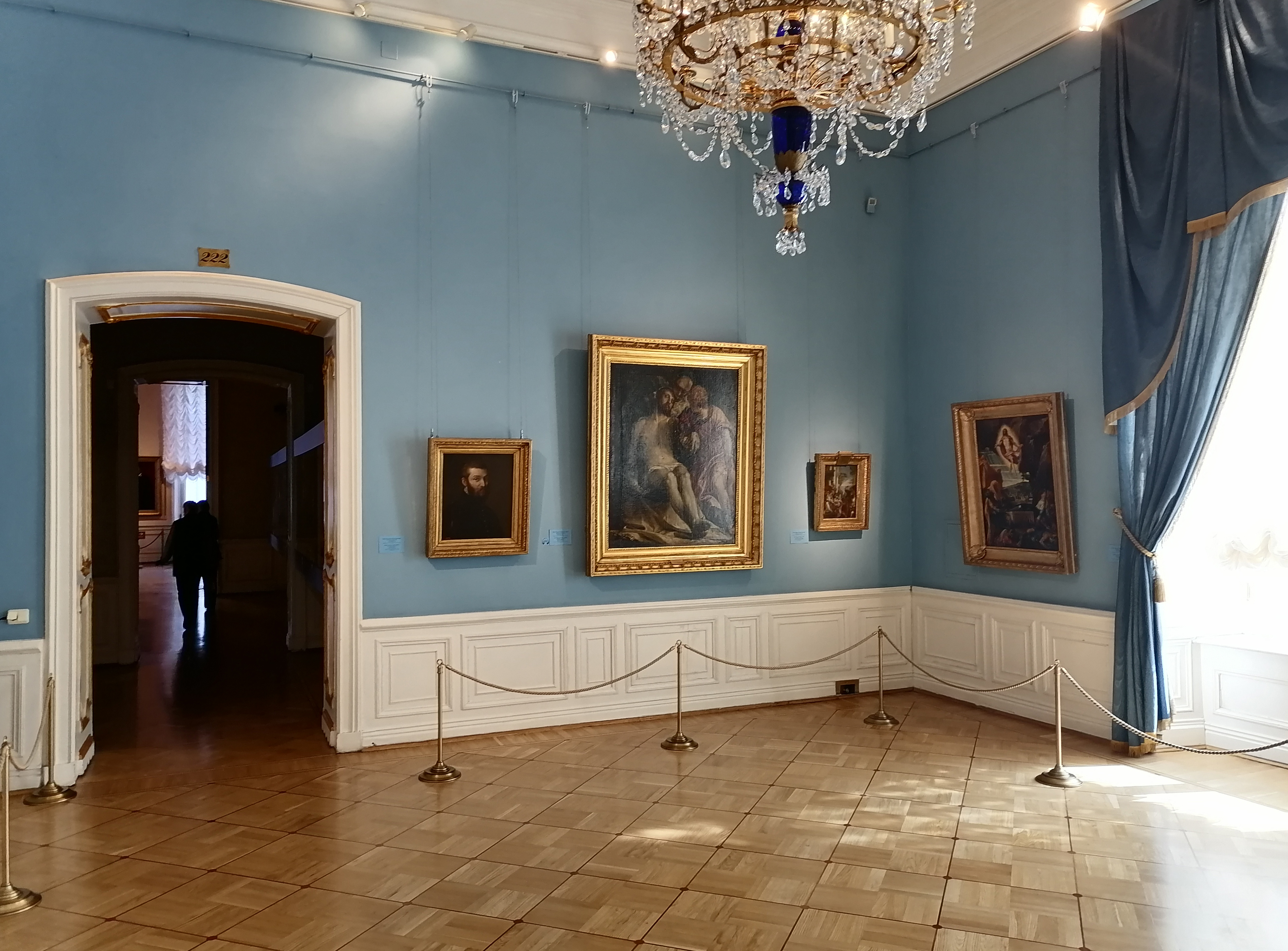
Картина в 222-м зале Большого Эрмитажа (в углу, вторая справа)

Картина выставляется в зале 222 здания Большого (Старого) Эрмитажа.
Г. Ф. Вааген охарактеризовал картину как вещь «великой силы и ясности». Хранитель эрмитажного собрания итальянской живописи эпохи Возрождения Т. К. Кустодиева в своём обзоре итальянского искусства XIII—XVI веков, анализируя картину, отмечала:

Отказываясь от центрического построения сцены, художник помещает мадонну с младенцем в левой части картины, но закрепляет за ней ведущее место, благодаря общей направленности движения всех персонажей <…>. Типичен для Веронезе и архитектурный фон в виде живописных античных руин. Стройные коринфские колонны, небо в пушистых облаках, зелёные ветви деревьев создают как бы парадную декорацию для первого плана, заполненного фигурами людей и животных. <…> Сказочным блеском отмечены волхвы и их свита. Богатство цветового решения маленькой композиции ещё раз подтверждает великолепный дар Веронезе-колориста.